# 運指

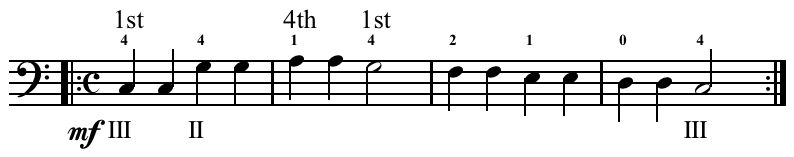
『きらきら星』の仮想的なチェロの運指。序数で手のポジション、数字で指、ローマ数字で弦が指示されている。AはDのように開放で弾くことができ、また全体を第1ポジションで弾くことができる。

音楽において、運指（うんし、英: Fingering、フィンガリング、指使い）は、特定の楽器を演奏する時にどの指と手のポジションを使うかの選択である。運指は典型的には曲全体にわたって変化する。曲のためのよい運指の選択とは、手のポジションをあまり頻繁に変えることなく、できる限り手の動きを快適にすることである。運指は作曲者が考えて手稿譜に記載することもあれば、編集者が考えて印刷された楽譜に追加されることもあれば、演奏者が考えて楽譜に自身の運指を記入するまたは単に演奏することもある。
代用運指は指示された運指に代わるものである。楽器によっては、すべての指を使うわけではない。例えば、サクソフォーン奏者は右手の親指を使わず、弦楽器は（大抵は）人差し指から小指だけを使う。

## 楽器

### 金管楽器
運指は、多くの金管楽器で利用されているロータリーバルブおよびピストンバルブに適用される。普通のバルブ付き金管楽器は3つまたは4つのバルブを持ち、それらは1番から4番まで番号付けされる。3本のバルブを持つトランペットを例にとると、バルブの組み合わせの数から23 = 8種類の運指が存在する。ただし、「1番+2番」と「3番」はどちらもバルブを押さない音から半音3つ分低い音が出る（ピッチは3番の方が低い）。また、第5倍音以上の音では倍音間の間隔が狭くなるため、多くの代替運指（替え指）が存在する。
バルブを持たないトロンボーンは、運指ではなくスライドポジションのための番号付けされた表記法（1番から7番）を使用する。

### 鍵盤楽器
鍵盤楽器に対する表記法では、数字は鍵盤上の手のポジションではなく、指自身と結び付いて使われる。現代の楽譜では、指はそれぞれの手について1から5まで番号付けされる。親指が1、人差し指が2、中指が3、薬指が4、小指が5である。過去の用法は地域によって差がある。19世紀のイギリスでは、親指は十字（+）で示され、人差し指から小指が1から4と番号付けされた。これは「英国式運指」と呼ばれた。それに対して、親指から小指に1から5を番号付けする運指は「大陸式運指」と呼ばれた。しかしながら、20世紀の始まりから、イギリスでも大陸式運指が採用され、現在は全ての地域で大陸式運指が使われている。

#### ピアノ
クリストフォリが1700年にチェンバロからピアノフォルテを発明した後、そしてその数十年後にピアノが人気となりチェンバロを実質的に置き換えた後、ピアノの技術は飛躍的に発展した（これはピアノ製作者とピアノ教育学の進歩と並行しており、その一環としてピアノの運指も変化した）。
ピアノ運指に関してはわずかな文献しか存在しない。
カール・フィリップ・エマヌエル・バッハ（ヨハン・セバスティアン・バッハの息子）は著書『正しいクラヴィーア奏法についての試論（Versuch über die wahre Art, das Clavier zu spielen）』において、ピアノの運指に関して数段落を割いている。
イギリスのピアニスト、トバイアス・マッセイは1900年に『運指の原理（Principles of Fingering）』を出版した。
1971年、ジュリアン・ムサフィアは著書『ピアノ運指法（The Art of Fingering in Piano Playing）』を出版した。この本はベートーヴェンのヴァイオリンソナタとピアノソナタ、ショスタコーヴィッチのプレリュードとフーガからほとんどの例を引用している。
2012年、ラミ・バー＝ニヴは著書『The Art of Piano Fingering -- Traditional, Advanced, and Innovative（ピアノ運指法 -- 伝統的、先進的、革新的）』を出版した。この本は、曲の例、写真、図を使ったピアノ運指の技能、準備運動、怪我をしない技術を解説している。

### 弦楽器

チェロの第1ポジションの運指

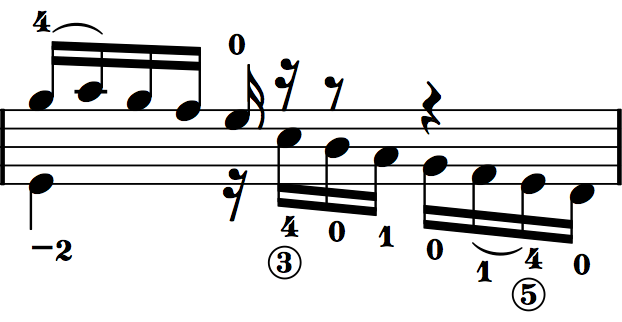
ギターの運指付き楽譜: 数字の1から4は押さえる指、0は開放、丸数字は弦、ダッシュ記号付きの数字は指を滑らせることをそれぞれ示している。

弦楽器では、指は1から4と番号付けされる（1は人差し指）。親指は通常弦を押さえるのに使用されないため番号は付けられず、0は開放弦を示している。親指を演奏に使用する場合（例えばチェロの親指ポジションの高音）、下に垂直な細長い部分が付いたO字形の記号で表される（例えば、Ǫ  またはϙにいくらか似ている）。ギター譜は親指を 'T' を使って表わす（親指は低いE弦を押さえるのに時折使われる）。ポジションは
序数詞（例: 3rd）あるいはローマ数字で示されるかもしれない。弦もローマ数字（I-IV）あるいはその開放の音で示されるかもしれない。 ポジションを変えることをシフトという。ギター譜はポジションをローマ数字で、弦を丸数字で示す。
クラシック・ギターも爪弾く方の手についてpima（あるいはクラシック・ギターpimac）と呼ばれる運指記法を持つ。これは、スペイン語の略称であり、p=pulgar（親指）、i=índice（人差し指）、m=medio（中指）、a=anular（薬指）、そして非常に稀ではあるがc=chico（小指）を意味する。大抵は、パッセージが特に難しい時、あるいは特別な運指を必要とする時にのみ、楽譜に運指が記載される。それ以外は、運指は一般的にギタリストの裁量に委ねられている。

### 木管楽器
木管楽器の運指は常に単純あるいは直感的ではなく、ボアの音響インピーダンスがいかにその長さに沿った開口部の分布と大きさによって影響されるかに依存する。これにより、望む音高の定常波が形成される。任意の音高に対していくつかの代替フィンガリングが存在しうる。
単純な笛（リコーダーなど）やバグパイプのチャンターは開いた孔を持ち、これは奏者の指先の腹によって閉じられる。いくつかのこういった楽器は1つあるいは2つの音のために奏者の指が届く距離を拡張するため、単純なキイ装置を使用する。現代のフルート、クラリネット、またはオーボエといった楽器のキイ装置は精巧で、変化に富んでいる。現代フルートは典型的にはベーム式のキイ装置を使用する。クラリネットは典型的にはイアサント・クローゼによって発明された似た名称のシステムを使用する。クラリネットの別のキイ装置のシステムにエーラー・システムがあり、これは主にドイツとオーストリアで使用される。

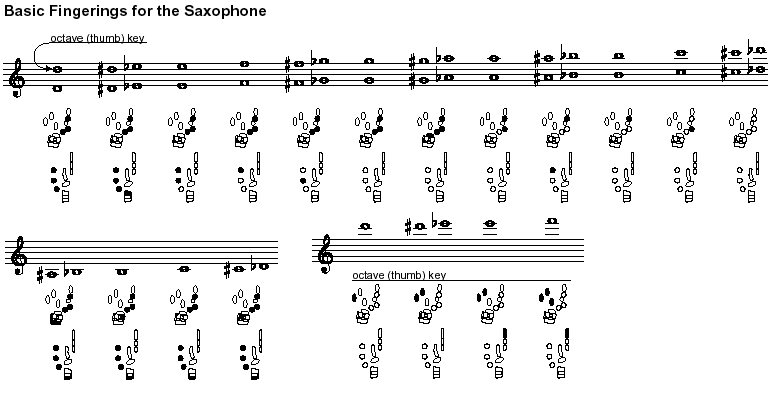
通常音域に対するサクソフォーンの運指

#### クロスフィンガリング
クロスフィンガリングは、開いた孔より下に閉じた（1つあるいは複数の）孔を必要とするあらゆるフィンガリングのことである。木管楽器では、連続した音孔を開くと、ボア内の定常波が短くなる。しかし、定常波は1つ目の開いた孔を越えて伝播するので、さらに下流の他の音孔を閉じることで、その周波数が影響を受け得る。これはクロスフィンガリングと呼ばれ、一部の楽器でははその楽器の自然な音階に欠けている「シャープとフラット」を出すために使われる。バロック期にクロスフィンガリングが改良され、様々な調性の音楽を演奏することが可能になったが、古典期およびロマン期のフルートの設計変更（より大きな音孔など）によりクロスフィンガリングはあまり実際に役立たなくなり、キイ装置が段々とクロスフィンガリングなしに半音を演奏する簡単な代替手段を提供するようになった。ベーム・システムは部分的にはクロスフィンガリングを置き換えるために開発された。フルートに追加された最初のキイであるショートFキイはフルートの本体を横断（クロス）し、運指を閉じた孔より上の開いた孔で置き換えた。これがおそらくこういった「クロス」フィンガリングという名称の起源である。
フォークフィンガリングは中央の孔を覆わず、その両側の孔を覆ったままにするフィンガリングのことである。ジョルジ・フルートの一つの利点は、半音を演奏するためのフォーク・フィンガリングの必要性を排除したことであった。

## フォルスフィンガリングと代替フィンガリング
「フォルスフィンガリング（false fingering）」という用語は、木管楽器、金管楽器、および弦楽器といった異なる運指で同じ音を出すことができるが、音色が互いに明確に異なっている楽器で使用される。例えば、ギターでは、巻弦で弾いた同じ音は、ワイヤー弦で弾いた音とは顕著に異なる。そのため、同じ音を別の弦で短く連続して弾くことで、実際には音を変えずに音色の違いを強調することができる。期待される音色（求められる音色はパッセージに大きく依存する）と異なる音色でその音が演奏される時、それはしばしば「フォルスフィンガリング」と呼ばれる。 この技法はジャズの文脈では、特にサクソフォーンといった管楽器でよく見られる。 2つの音の間の音色に明確な違いがない場合は、「代替（オルタネート）フィンガリング」という用語がしばしば代わりに使われる。

## 歴史
ヨハン・セバスティアン・バッハはオルガンおよびクラヴィーアのための運指に革新をもたらした（バッハの息子のカール・フィリップ・エマヌエル・バッハによればそれほど抜本的ではなかったものの同様の革新が、おおよそ同じ頃の1716年にフランソワ・クープランによって彼の著書『クラヴサン奏法』でもたらされた）。バッハ以前は、演奏に親指はめったに使われなかった。バッハの新しい運指はその時点までの従来の運指の多くの特徴（1本の指を別の指の上あるいは下を通す運指など。バッハの作品の多くはこういった運指を必要とする。特に中指を薬指の上、あるいは薬指を小指の上を通過させる運指が多い）を保持していたが、親指がはるかに多く使用されるようになった。現代の運指は親指も他の指と同程度使用し、親指を他の指の下を通す運指（指くぐり）が含まれるが、一般的にはバッハのような親指以外の指の間で上あるいは下を通す運は含まれない。
1980年代、リンドリーとBoxallは、上記の内容がC・P・E・バッハの証言だけに依っていることを示した。J・S・バッハと彼のサークルから現存するすべての指使いは、親指の使用が非常に限られている古代の方法を使用している。最近では、J・S・バッハのすべてのチェンバロ作品とほとんどのオルガン作品が古い運指法で演奏可能であることが示されている。